# CK A-YANKA!!!
『CK A-YANKA!!!』（シーケー エーヤンカ!!!）はC&Kの1枚目のメジャーオリジナルアルバムである。2011年9月21日発売。発売元はユニバーサルミュージック。

## 解説
- メジャーでは初のオリジナルアルバムで、企画アルバムである『It's CK』を含めると約10ヶ月振りのアルバムとなる。
- 初回限定盤には、シングル4曲のPVとオフショット映像を収録したDVDを付属。

## 収録曲

### CD
1. 梅雨明け宣言
1stシングル
2. ぼくのとなりにいてくれませんか?
3rdシングル
3. 僕の天使
4thシングル
4. C&K III
5. 日本ビート
2ndシングル（CLIEVY盤）カップリング。
6. 電波マスター with 天竺鼠・石神愛子 from デルフォイの神託
彼らもレギュラー出演している鹿児島テレビの深夜番組『デルフォイの神託』とのタイアップで生まれた楽曲。
同じく当番組に出演しているお笑いコンビの天竺鼠と当時鹿児島テレビアナウンサーだった石神愛子が友情参加している
7. HOTEL NETTAI-YA
8. サンサン☆ブギー
4thシングルカップリング
9. ジェニファー何度もあなたに恋をする
10. AM 4:28 with KAKO
11. カシオペア
2ndシングルカップリング。
12. 上京がむしゃら物語
2ndシングル
13. 幸せのディスタンス
14. CK目離ぃ〜娯乱島

### DVD
1. 梅雨明け宣言 (MUSIC VIDEO)
2. 上京がむしゃら物語 (MUSIC VIDEO)
3. ぼくのとなりにいてくれませんか? (MUSIC VIDEO)
4. 僕の天使 (MUSIC VIDEO)
5. CK密着24日